# Markus Eberle
Markus Eberle (* 2. Februar 1969 in Riezlern) ist ein ehemaliger österreichisch-deutscher Skirennläufer und heutiger Trainer. Er war auf die technischen Disziplinen Slalom und Riesenslalom spezialisiert, gehörte über mehrere Jahre zu den besten Deutschen in diesen Disziplinen und wurde sechsfacher Deutscher Meister.

## Biografie
Eberle begann mit dem Skilauf bereits im Alter von zwei Jahren. Bei Schülerrennen konnte der Vorarlberger aus dem Kleinwalsertal erste Erfolge feiern und wurde 1983 Österreichischer Schülermeister im Slalom. In den nächsten Jahren begann er an FIS-Rennen und später an Europacuprennen teilzunehmen und wurde in den Kader des Österreichischen Skiverbandes aufgenommen. Die ersten großen Erfolge feierte Eberle im Europacup in der Saison 1990/91. Er wurde punktegleich mit dem Deutschen Tobias Barnerssoi Gesamtsieger und Fünfter im Riesenslalomklassement.
Nach seinen Europacuperfolgen startete Eberle ab der Saison 1991/92 im Alpinen Skiweltcup. Seine ersten Punkte holte er am 17. Dezember 1991 mit Rang 18 im Slalom von Madonna di Campiglio, dies blieb aber sein einziges Saisonresultat. In der Saison 1992/93 kam er dreimal in die Punkteränge, wurde dann aber durch einen Kreuzbandriss zurückgeworfen.
1993 wechselte Eberle zum Deutschen Skiverband und erreichte am 5. Dezember 1993 im Slalom von Stoneham ein weiteres Mal die Punkteränge. Danach begann eine lange Durststrecke mit vielen Ausfällen. Erst drei Jahre später gelang ihm im Slalom von Park City am 24. November 1996 wieder ein Weltcupresultat. Im Januar 1997 kam er in den Slaloms von Kitzbühel und Schladming erstmals unter die besten zehn und belegte im Slalomweltcup den zwölften Platz, sein bestes Ergebnis in dieser Disziplin. Im selben Winter nahm er in Sestriere erstmals an Weltmeisterschaften teil, schied aber sowohl im Slalom als auch im Riesenslalom bereits im ersten Durchgang aus.
In der Saison 1997/98 war sein bestes Ergebnis Rang sieben im Slalom von Kitzbühel, bei den Olympischen Winterspielen 1998 in Nagano fiel er in beiden Bewerben aus. Zu Beginn der Saison 1998/99 erreichte Eberle sein bestes Weltcupergebnis überhaupt: Im Slalom von Park City am 22. November belegte er zeitgleich mit dem Norweger Finn Christian Jagge den vierten Platz und verfehlte dabei das Podest nur um vier Hundertstelsekunden. Bei den Weltmeisterschaften 1999 kam er auf den 23. Rang im Riesenslalom, den Slalom konnte er wieder nicht beenden.
In der Saison 1999/2000 kam Eberle insgesamt viermal unter die schnellsten zehn und erreichte mit Rang fünf im Riesenslalom von Hinterstoder sein zweitbestes Weltcupergebnis. Etwas weniger gut waren seine Leistungen in der Saison 2000/01, bei den Weltmeisterschaften in St. Anton gelang ihm aber mit dem 14. Platz im Slalom sein bestes Resultat bei Großereignissen.
In den Saisonen 2001/02 und 2002/03 startete Eberle nur noch im Slalom, erreichte aber keine Top-Ten-Ergebnisse mehr. Weder bei den Olympischen Winterspielen 2002 noch bei den Weltmeisterschaften 2003 konnte er den Slalomlauf beenden, somit gelangen ihm in neun Einsätzen bei Großereignissen nur zwei Resultate. Nach einer eher enttäuschenden Saison gab Eberle im August 2003 seinen Rücktritt bekannt, von Januar bis März 2004 nahm er aber noch an einigen FIS-Rennen teil. Nach seiner aktiven Karriere ist er als Trainer tätig.

## Erfolge

### Weltmeisterschaften
- Vail/Beaver Creek 1999: 23. Riesenslalom
- St. Anton 2001: 14. Slalom

### Weltcup
- Zwölf Platzierungen unter den besten zehn, davon zweimal unter den besten fünf

### Europacup
- Saison 1990/91: 1. Gesamtwertung, 5. Riesenslalomwertung
- Saison 1992/93: 4. Slalomwertung

### Juniorenweltmeisterschaften
- Sälen 1987: 28. Riesenslalom

### Nationale Meisterschaften
- Sechsfacher Deutscher Meister (Slalom 1997 und 1998, Riesenslalom 1997, 1999, 2000 und 2003)